# بول كوكر
بول كوكر (بالإنجليزية: Paul Coker)‏ هو رسام كارتون أمريكي، ولد في 1929 في لورانس في الولايات المتحدة.

## روابط خارجية
- بول كوكر على موقع IMDb (الإنجليزية)
- بول كوكر على موقع قاعدة بيانات الفيلم (الإنجليزية)